# Postes Canada
Pour les articles homonymes, voir La Poste.

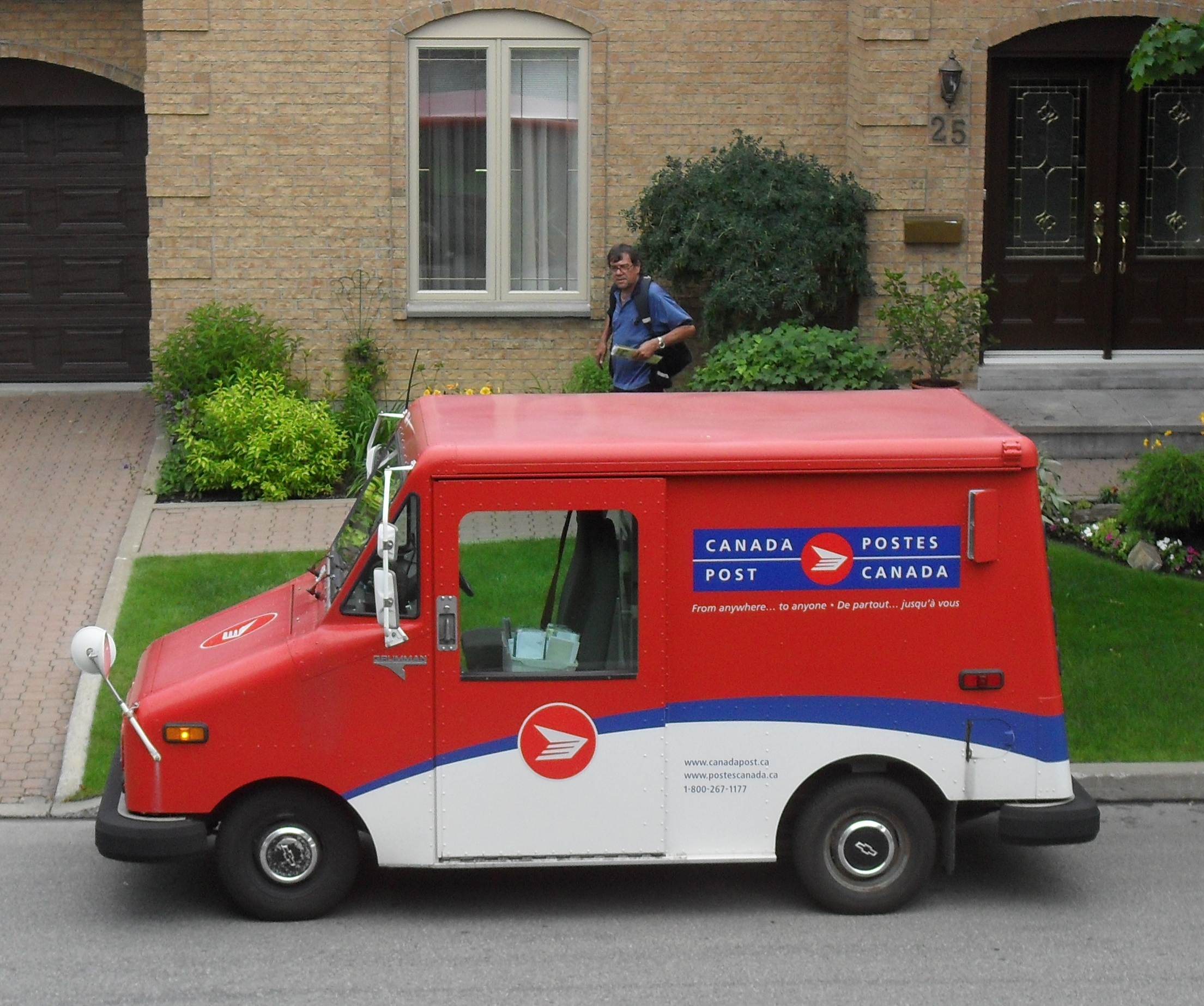
Le Grumman LLV, camion postal de Postes Canada, ici à Montréal (Québec)

La Société canadienne des postes (en anglais : Canada Post Corporation) plus simplement connue comme Postes Canada (en anglais : Canada Post) est la compagnie postale du Canada opérée comme une société indépendante. Elle fut créée en 1867, succédant au ministère des Postes du Canada, afin d'offrir aux citoyens un service plus fiable et d'assurer sa sécurité et son indépendance. Elle suit les indications du Programme de coordination de l'image de marque du gouvernement canadien.

## Histoire
L'histoire de la poste au Canada commence dès le XVIIe siècle. De nombreux échanges de courrier, à la fois privé et officiel, ont lieu entre la France et sa colonie de la Nouvelle-France. En 1693, Pedro da Silva, habitant de Québec, est rémunéré pour livrer du courrier entre les villes de Québec et de Montréal. La fin de la construction du Chemin du Roy entre Québec et Montréal en 1737 facilite grandement le transport du courrier. Le service postal officiel commence ses activités en 1775, sous le contrôle du gouvernement britannique. Le premier timbre imprimé, une œuvre de Sir Sandford Fleming, entre en circulation la même année.
Ce ne sera qu'en 1867 que le nouveau gouvernement canadien créera le Département des bureaux de poste, un département du niveau fédéral. Il entrera en service le 1er avril 1868. Les employés porteront l'uniforme officiel du Département des bureaux de poste du nouveau pays. Le Canada respecte sensiblement les mêmes normes que l'Angleterre, introduites par Sir Rowland Hill, qui avait eu l'idée de fixer les tarifs postaux selon le poids des lettres et des colis plutôt qu'en fonction de la destination parcourue. C'est aussi à Sir Rowland que l'on doit le timbre-poste.
Le service postal régulier par avion existe depuis 1928.
Les années 1970 furent particulièrement difficiles pour Postes Canada. Plusieurs grèves majeures perturbèrent le service, et les déficits annuels atteignirent les 800 millions de dollars en 1981. Il fallut penser à de nouvelles stratégies. Après deux ans de débats publics, le Gouvernement décida d'accorder plus d'autonomie aux bureaux de postes, afin de rentabiliser le service face à la nouvelle menace des services privés de livraison de courrier, tels UPS. Le 16 octobre 1981, le Parlement d'Ottawa entérine la Loi sur la Société canadienne des postes, qui crée le Service canadien des postes tel qu'il est connu aujourd'hui. Cette loi garantit également à tous les Canadiens le droit à recevoir leur courrier quelle que soit leur localisation sur le vaste territoire.
Les années 2010 sont difficiles pour le service postal canadien, en raison de ses pertes financières. Les utilisateurs de Postes Canada sont de moins en moins nombreux, en raison des moyens de communication modernes, plus rapides et moins coûteux. Postes Canada n'étant plus rentable, une réforme importante est annoncée le 11 décembre 2013, quant à son mode de livraison, notamment la fin de la livraison du courrier à domicile, remplacée par le système de boîtes communautaires. Le coût des timbres augmente également, passant de 63 cents à 1 dollar l'unité.

## Dates importantes
- 1693 : Première livraison de courrier payante à travers le Canada.
- 1775 : La Grande-Bretagne commence à offrir le service postal au Canada.
- 1851 : Le gouvernement du Canada prend le contrôle de la livraison du courrier.
- 1867 : Postes Canada est créé en tant que département fédéral.
- 1971 : Instauration du système de code postaux actuel.
- 1981 : La Loi sur la Société canadienne des postes est entériné au Parlement.
- 1993 : Postes Canada devient propriétaire majoritaire de Purolator.
- 2013 : Postes Canada annonce une réforme importante, se traduisant en baisse des services et augmentations des coûts, en raison de ses difficultés financières.

## Lettres au père Noël
Depuis 1982, la Société canadienne des postes a mis en place un programme qui permet de répondre aux lettres destinées au père Noël pendant le temps des fêtes. En 2007, soit après 26 ans d'existence, plus de 15 millions de lettres avaient obtenu une réponse personnalisée de bénévoles. En 2006, plus d'un million de lettres et 44 000 courriels ont été envoyées à l'adresse dédiée à cette occasion, soit Père Noël, Pôle Nord, H0H 0H0.  En 2007, 11 000 bénévoles ont répondu aux lettres en 25 langues et le braille.